# Сафонова, Тамара Степановна
Тама́ра Степа́новна Сафо́нова (до замужества Федо́сова, в первом браке Пого́жева; род. 24 июня 1946, Москва, СССР) — советская прыгунья в воду, восьмикратная чемпионка СССР (1964, 1967, 1968, 1970—1974), трёхкратный призёр чемпионатов Европы (1966, 1970, 1974), призёр Олимпийских игр (1968). Заслуженный мастер спорта СССР (1969).

## Биография
Родилась 24 июня 1946 года в Москве. Начала заниматься прыжками в воду в возрасте 11 лет в ВФСО «Динамо» у Василия Северина. В 1969 и 1970 годах тренировалась под руководством Нинель Крутовой, с 1971 года с ней работала Татьяна Петрухина.
Специализировалась в прыжках с трёхметрового трамплина. Наиболее значимых результатов добивалась в период с середины 1960-х до середины 1970-х годов, когда восемь раз становилась чемпионкой СССР. В те же годы входила в состав сборной страны, трижды выигрывала бронзовые медали чемпионатов Европы, в 1968 году завоевала серебряную награду Олимпийских игр в Мехико.
В 1974 году завершила свою спортивную карьеру. В 1977 году окончила ГЦОЛИФК. С середины 1970-х до середины 1980-х годов жила в Ленинграде, где в 1978—1985 годах занималась тренерской деятельностью в ДСО «Водник». В дальнейшем вернулась в Москву. С 1985 по 2001 год работала сначала методистом, а потом тренером по плаванию в бассейне Дворца пионеров на Ленинских горах.

## Семья
- Виктор Погожев (1941—1996) — муж (1966—1969), советский прыгун в воду, чемпион СССР в прыжках с десятиметровой вышки (1964), участник Олимпийских игр в Токио (1964) и Мехико (1968)[1].
- Михаил Сафонов (род. 1947) — муж (1969—1973), советский прыгун в воду, чемпион Европы в прыжках с трёхметрового трамплина (1966), участник Олимпийских игр в Токио (1964) и Мехико (1968).